# USNS Amelia Earhart (T-AKE-6)
L'USNS Amelia Earhart (T-AKE-6) est un vraquier de la classe Lewis and Clark. Il est le seul navire de la marine des États-Unis à porter le nom du célèbre pionnier de l'aviation américaine et défenseur des droits des femmes Amelia Earhart (1897-1937). Le contrat de construction du navire a été attribué à la National Steel and Shipbuilding Company (NASSCO) de San Diego, en Californie, le 27 janvier 2004. Sa quille a été posée fin mai 2007 au chantier naval NASSCO de General Dynamics. Début 2007, Alex Mandel, ainsi que des membres de l' Amelia Earhart Society(AES) et de l' Amelia Earhart Research Association (AERA) ont demandé avec succès la dénomination du navire.